# Alexander Ruud Tveter
Alexander Ruud Tveter (Lørenskog község, 1991. március 7. –) norvég korosztályos válogatott labdarúgó, a Sandefjord csatárja.

## Pályafutása

### Klubcsapatokban
Tveter a norvégiai Lørenskog községben született. Az ifjúsági pályafutását a Langhus akadémiájánál kezdte.
2007-ben mutatkozott be a Follo harmadosztályban szereplő felnőtt csapatában. 2011-ben az első osztályú Fredrikstadhoz igazolt, majd 2013-ban visszatért a Follohoz. 3 szezon alatt 93 mérkőzésen lépett pályára és 35 gólt szerzett a norvég klubnak. 2016 februárjában a svéd másodosztályban érdekelt Halmstad csapatához szerződött. A 2016-os idényben feljutottak az Allsvenskanba. 2018-ban visszatért Norvégiába és a Sarpsborg 08-nál folytatta pályafutását. A 2018-as szezon második felében a Strømmen csapatát erősítette kölcsönben. A Sarpsborgnál először a 2019. április 7-ei, Haugesund elleni mérkőzés 90. percében, Jørgen Strand Larsen cseréjeként lépett pályára. Első gólját 2019. július 15-én, a Stabæk ellen 3–3-as döntetlennel zárult találkozón szerezte. 2021. május 10-én három éves szerződést kötött a Sandefjord együttesével. 2021. május 16-án, a Mjøndalen ellen 3–0-ás vereséggel zárult bajnokin debütált. 2022. április 3-án, a Haugesund ellen idegenben 3–1-re megnyert mérkőzésen mesterhármast szerzett a klub színeiben.

### A válogatottban
Tveter 2011-ben mutatkozott be a norvég U21-es válogatottban. 2011. február 8-án, Portugália ellen 1–1-es döntetlennel zárult mérkőzés 84. percében, Marcus Pedersent váltva debütált. Pályára lépett még a 2011. június 5-ei, Anglia elleni barátságos mérkőzésen is.

## Statisztikák
2023. március 12. szerint
| Klub                  | Szezon   | Osztály      | Bajnokság | Bajnokság | Kupa  | Kupa | Összesen | Összesen |
| Klub                  | Szezon   | Osztály      | Meccs     | Gól       | Meccs | Gól  | Meccs    | Gól      |
| --------------------- | -------- | ------------ | --------- | --------- | ----- | ---- | -------- | -------- |
| Follo                 | 2010     | Adeccoligaen | 28        | 9         | 5     | 2    | 33       | 11       |
| Fredrikstad           | 2011     | Tippeligaen  | 24        | 3         | 5     | 1    | 29       | 4        |
| Fredrikstad           | 2012     | Tippeligaen  | 20        | 1         | 2     | 0    | 22       | 1        |
| Follo                 | 2013     | Adeccoligaen | 30        | 10        | 2     | 0    | 32       | 10       |
| Follo                 | 2014     | 2. divisjon  | 26        | 13        | 3     | 0    | 29       | 13       |
| Follo                 | 2015     | OBOS-ligaen  | 30        | 12        | 2     | 2    | 32       | 14       |
| Halmstad              | 2016     | Superettan   | 29        | 13        | 4     | 2    | 33       | 15       |
| Halmstad              | 2017     | Allsvenskan  | 24        | 1         | 0     | 0    | 24       | 1        |
| Sarpsborg 08          | 2018     | Eliteserien  | 0         | 0         | 3     | 3    | 3        | 3        |
| Sarpsborg 08          | 2019     | Eliteserien  | 4         | 1         | 1     | 1    | 5        | 2        |
| Sarpsborg 08          | 2020     | Eliteserien  | 12        | 0         | 0     | 0    | 12       | 0        |
| Strømmen (kölcsönben) | 2018     | OBOS-ligaen  | 15        | 2         | 0     | 0    | 15       | 2        |
| Sandefjord            | 2021     | Eliteserien  | 30        | 6         | 0     | 0    | 30       | 6        |
| Sandefjord            | 2022     | Eliteserien  | 31        | 9         | 1     | 0    | 32       | 9        |
| Sandefjord            | 2023     | Eliteserien  | 0         | 0         | 1     | 1    | 1        | 1        |
| Összesen              | Összesen | Összesen     | 303       | 80        | 29    | 12   | 332      | 92       |